# Niedernhall
Niedernhall – miasto w Niemczech, w kraju związkowym Badenia-Wirtembergia, w rejencji Stuttgart, w regionie Heilbronn-Franken, w powiecie Hohenlohe, siedziba związku gmin Mittleres Kochertal. Leży nad rzeką Kocher, ok. 5 km na zachód od Künzelsau.